# Epizeuxis partitalis
Epizeuxis partitalis là một loài bướm đêm trong họ Noctuidae.